# Pseudolasius liliputi
Pseudolasius liliputi é uma espécie de formiga do gênero Pseudolasius, pertencente à subfamília Formicinae.